# Dundo
Dundo – miasto w północno-wschodniej Angoli, nad rzeką Luachimo. Od 2013 roku stolica prowincji Lunda Północna. Założone na początku XX wieku dla społeczności zajmującej się wydobyciem diamentów. Obecnie miasto ma własny port lotniczy i jest zastępowane przez nowe miasto New Dundo. Położone jest około 10 km od granicy z Demokratyczną Republiką Konga.
Diamenty odkryto tutaj w 1912 roku. Do 1980 roku kopalnie położone w korytach rzecznych na południowy wschód od Dundo, produkowały prawie 10% światowej produkcji diamentów. Zakłócenia spowodowane wojną domową Angoli (1975-2002), brak sprzętu technicznego i problemy gospodarcze znacznie zmniejszyły wydobycie diamentu w tym regionie.
Miasto znane jest także ze swojego muzeum etnograficznego Dundo Museum, które zawiera obszerną kolekcję drewnianych tradycyjnych masek i rzeźb lokalnych ludów Lunda i Chokwe.